# 転炉ガス
転炉ガス（てんろガス、英: Linz-Donawitz converter Gas）は、転炉における鉄の精錬工程で生じる副生ガス。LDGとも略される。

## 成分
主成分は一酸化炭素で、約75%ほど含まれる。ほかに、約13%の二酸化炭素と、微量の酸素・窒素・水素からなる。大量の粉塵を含むため、集塵装置で塵を除去したうえで使用される。一酸化炭素を多量に含むため、人体に有毒である。高温で排出されることから、熱回収の方法も考えられている。空気に対する比重は1.01–1.05程度である。燃焼時の発熱量は9,200–10,500kJ/m3ほどであり、単独または高炉ガスやコークス炉ガスと混合されて、製鉄所内の熱風炉や焼結炉などの燃料として自家消費される。近年では、酢酸など化学合成原料としての利用も研究されている。